# Jackass: The Movie
Jackass: The Movie es una película de 2002 dirigida por Jeff Tremaine con el eslogan, "Con escenas que nunca verías en TV." Es una continuación arriesgadas y sin censura de las bromas y trucos por varios personajes de la serie Jackass, que había completado su serie única en este tiempo. La película fue producida por Dickhouse Productions y MTV Films y lanzada por Paramount Pictures.
En el show aparecen los personajes principales de Jackass, Johnny Knoxville, Steve-O, Chris Pontius, Dave England, Bam Margera, Preston Lacy, Ryan Dunn, Ehren McGhehey y Jason "Wee Man" Acuña. Brandon DiCamillo y Raab Himself también aparece pero no tan frecuente como en el programa.
Otras personalidades regulares incluyen a Rake Yohn, Manny Puig, Phil Margera, y April Margera. Además, Rip Taylor, Henry Rollins, Spike Jonze, la estrella de boxeo Butterbean, Mat Hoffman, y Tony Hawk hacen apariciones como cameo.

## Taquilla
La película tuvo un presupuesto de $5 millones, y fue la película número uno en la taquilla de Estados Unidos cuando se estrenó, recaudando $22,763,437, ganando en total de 2,509 cines, con un promedio de $9,073 de dólares por sala. La película cayó al cuarto lugar en su segundo fin de semana, pero cayó aún más bajo de lo esperado con 44 por ciento de $12,729,732, ampliando 2,530, recaudando $5,032 por cine, y teniendo una recaudación de diez días de $42,121,857. La película recaudó $64,255,312 sólo en Estados Unidos. También hizo $15,238,519 en otros países, teniendo una recaudación mundial de $79,493,831, haciendo a la película un éxito financiero.

## Versión no censurada de la serie de televisión
Debido a la naturaleza de la película, todos los participantes sabían que podían salirse con la suya haciendo acrobacias que nunca pudieran superar a los censores de la red de televisión. A tal fin, incluyeron parodias que incluían blasfemias (como Bam Margera insultando y haciendo que su madre usara malas palabras en cámara), acrobacias extremas (como Rocket Skates, que fue filmado para el programa de televisión pero no estuvo permitido salir al aire debido a la censura), y un gran humor crudo (como Butt X-Ray, que incluye a un auto de juguete envuelto en un condón en el recto de Ryan Dunn y haciéndose rayos X, o de Dave England defecando en un inodoro en una sala de exposición).

## Secuelas
Jackass: The Movie, fue filmada con un modesto presupuesto de aproximadamente $5 millones, pero obtuvo más de $22 millones durante su primer fin de semana, arreglándoselas para quedarse en el primer puesto en la taquilla. Recaudó más de $64 millones sólo en América del Norte. En ese tiempo, el elenco y equipo dijeron muchas veces que una secuela de Jackass: The Movie nunca se haría.
El 22 de septiembre de 2006, Paramount Pictures lanzó Jackass Number Two. De acuerdo a Rip Taylor, la secuela sería llamada "Son of Jackass". Esto era una broma, por supuesto, pero Knoxville dijo, "¿Para contestar todas las preguntas de la primera película?"
A finales de 2007, salió directamente a vídeo Jackass 2.5, de tomas durante haciendo la segunda película.
En diciembre de 2009, Paramount Pictures y MTV Films emitió un comunicado a la prensa que una segunda secuela titulada Jackass 3D sería lanzada el 15 de octubre de 2010.
La película fue grabada en 3D comenzando en enero de 2010.

## Versión japonesa
Ya que algunas escenas de la película fueron grabadas en Tokio, Japón, una edición especial fue hecha y seleccionada para las audiencias japonesas. Algunas partes fueron editadas por razones legales (especialmente cuando se muestran los rostros de las personas sin su consentimiento); sin embargo, fueron colocadas en una versión especial de DVD.